# Eupseudosoma involuta
Eupseudosoma involuta är en fjärilsart som beskrevs av Jan Sepp 1855. Eupseudosoma involuta ingår i släktet Eupseudosoma och familjen björnspinnare. Inga underarter finns listade i Catalogue of Life.